# A Visit from St. Nicholas

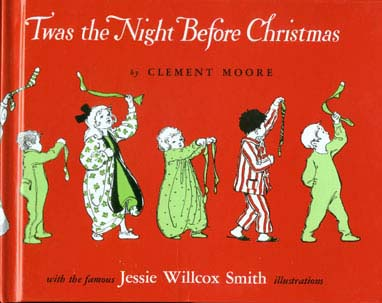
Omslag på en utgåva av dikten från 1912 med illustrationer av Jessie Willcox Smith

"A Visit from St. Nicholas" (även känd som "The Night Before Christmas" eller "'Twas the Night Before Christmas" från första strofen) är en dikt som först utgavs anonymt år 1823. Den har haft en stor roll i utvecklingen av Jultomten från mitten av 1800-talet till i dag, både vad gäller hans utseende, hans nattliga besök i husen, hans transportmedel, antalet och namnen på hans renar, samt icke minst att han kommer med leksaker till barnen.
Två personer hävdade senare att var diktens författare, nämligen Henry Livingston, Jr. (engelska) och Clement Clarke Moore (engelska) varav den sistnämnde numera är den erkända författaren.[källa behövs]